# Мельдрумова кислота
Мельдру́мова кислота́ або 2,2-диметил-1,3 діоксан-4,6-діон  — кристалічна органічна сполука з формулою {\displaystyle {\ce {C6H8O4}}}  . Має гетероциклічну основу з чотирьма атомами вуглецю та двома атомами оксигену.
Існує у формі кристалічної безбарвної твердої речовини,яка погано розчиняється у воді. Розкладається при нагріванні, утворюючи діоксид вуглецю,ацетон та дуже активний кетен.
Кислота дуже активно застосовується в реакціях органічного синтезу через унікальну реакцію розриву циклічної будови.

## Фізичні властивості
Сполука з легкістю віддає електрон з метилену (  {\displaystyle {\ce {=CH2}}}) на п'ятому карбоні в кільці. Наслідком цього є утворення подвійного зв'язку з карбоном 4 або 6 та появою негативного заряду на відповідному оксигені. Утворений аніон стабілізується резонансом між двома формами;делокалізований зв'язок та формальний заряд -1/2 на кожному з оксигенів в карбонільних групах.
Константа іонізації pKa - 4,97. Схожа за властивостями на дімедон та барбітурову кислоту.
Довгий час високу кислотність Мульдрумової кислоти не могли пояснити, споріднений діметил малонат мав набагато меншу кислотність. Пізніше, активність кислоти було пояснено сильною дистабілізацією C-H зв'язку в основному стані. Було висунуто теорію, що це відбувалось внаслідок перекривання певних σ*CH  та π*CO орбіталей в стані найменшої енергії.    

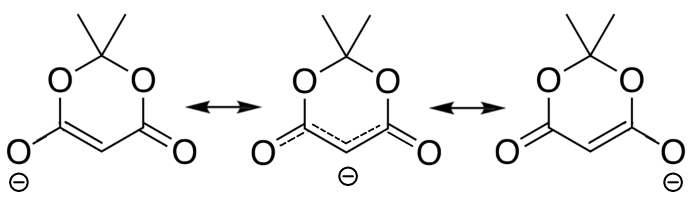
Резонанс Мельдрумової кислоти

## Отримання
Мельдрумову кислоту отримують реакцією конденсації з малонової кислоти та ацетону в присутності оцтового ангідриду зп присутності сульфатної кислоти:

## Хімічні властивості
Оскільки 5й карбон знаходиться в дуже кислотному положенні,то гідроген на цьому карбоні дуже легко відщеплюється.

#### Алкілювання та ацилювання
Реакції з простими алкіл галогенідами(R−Х) відбуаються легко після депротонування 

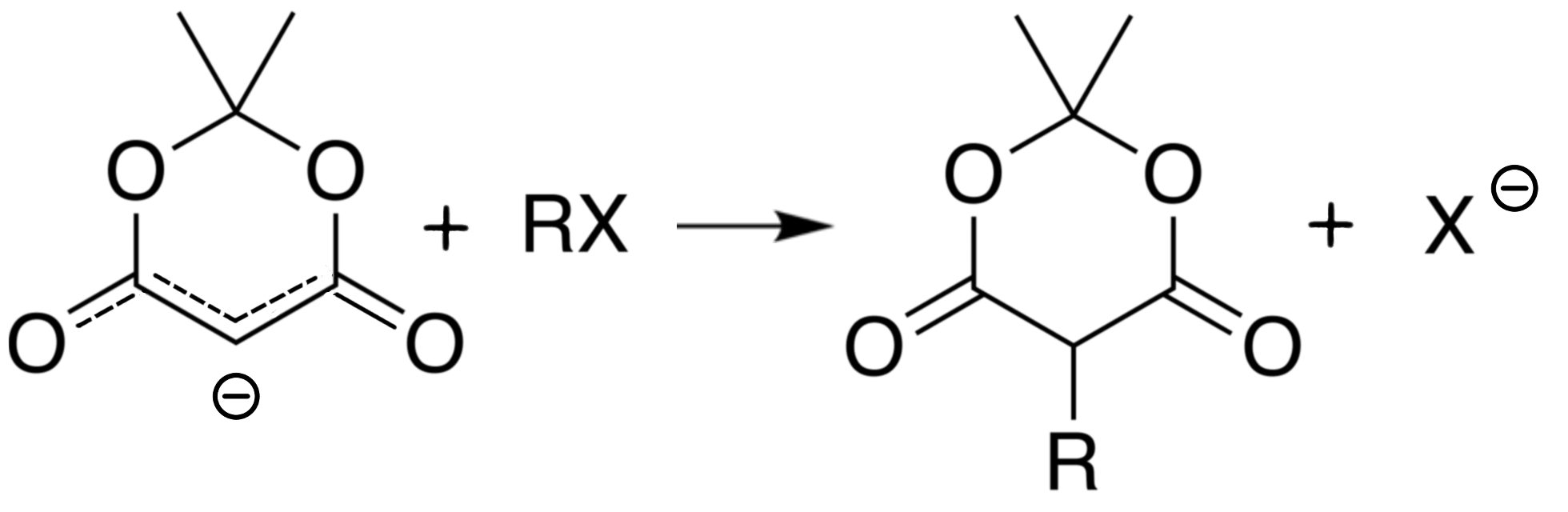
Алкілювання Мельдрумової кислоти.Алкіл приєднується до 5го карбону.

з приєднанням алкілу до карбону з негативним зарядом, як продемонстровано на діаграмі.

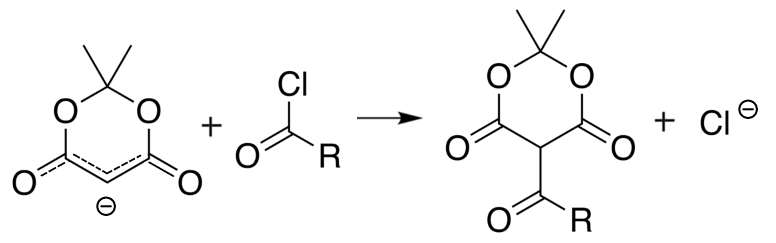
Реакція з хлорангідридом карбонової кислоти

При реакції з хлорангідридом карбонових кислот, з загальною формулою R-COCl або  R-(C=O)-Cl, R-(C=O)- приєднується до п'ятого вуглецю, залишаючи галоген.
Можемо бачити, що вже тільки ці реакції дають молекулі величезний потенціал для найрізноманітніших реакцій в органічній хімії.Молекула може приєднувати різні функціональні групи, слугуючи каркасом для сполук різної користі.І навіть продукти,які пройшли алкілювання можуть бути надалі модифіковані та перетворені в аміни та естери.

#### Cинтез кетенів
При температурі більшій 200°C кислота зазнає перциклічної реакції та утворює ацетон,діоксид вуглецю та дуже реактивний кетен:

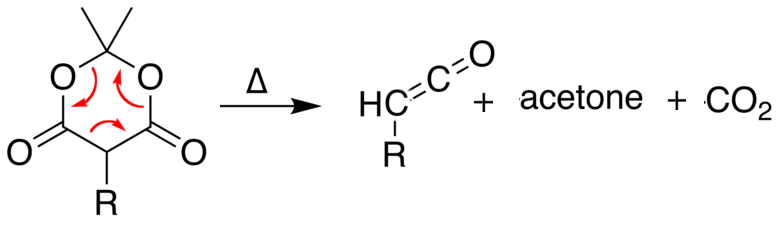

Ці кетени можна ізолювати викоистовуючи миттєвий вакуумний піроліз (FVP).
Кетени - дуже сильні електрофіли і можуть вступати в багато реакцій приєднання з іншими сполуками, включаючи циклоприєднання кетенів та димерізацію дікетенів.

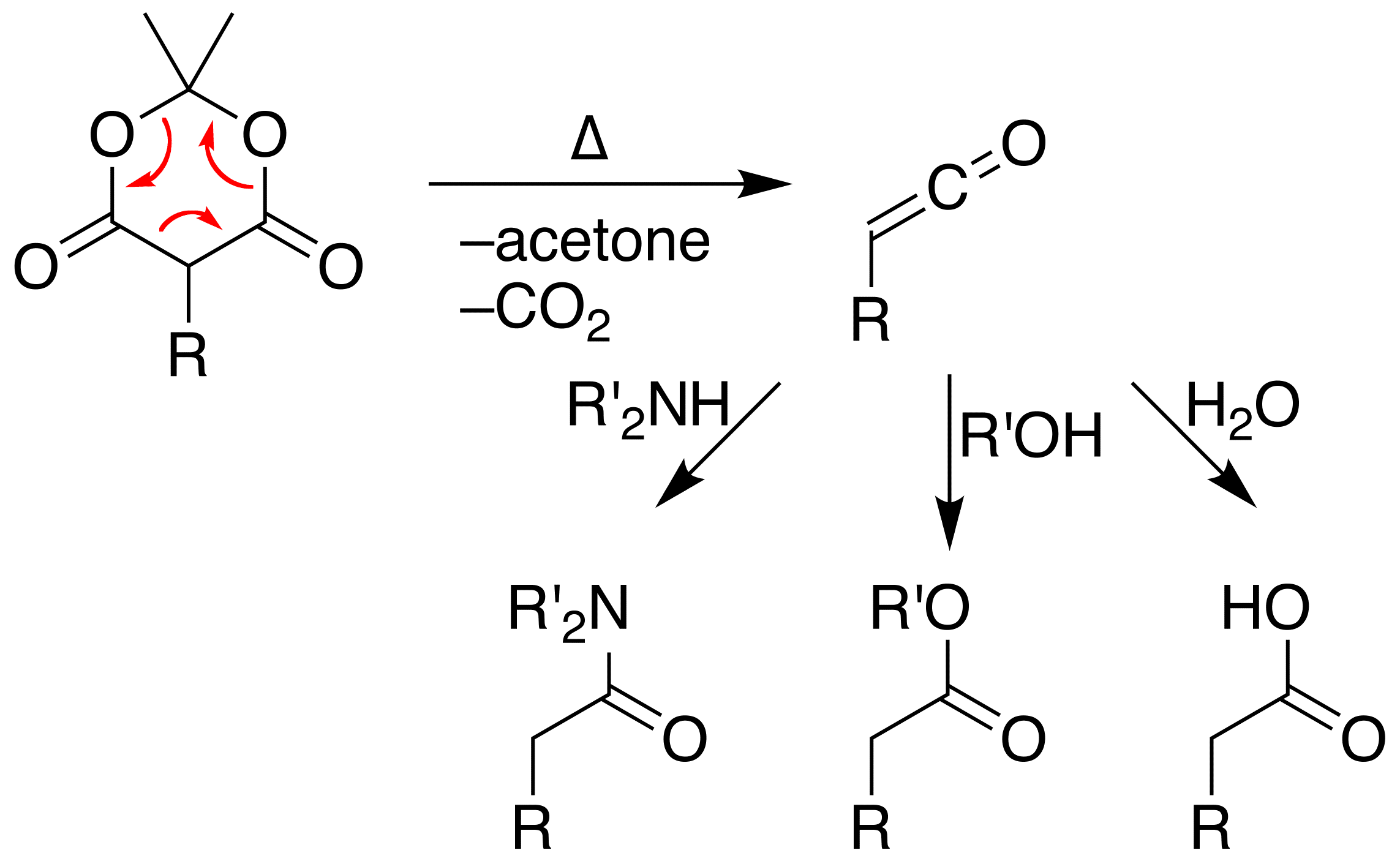

## Застосування
Важливий синтон та реагент в органічному синтезі.Ч асто використовується в нуклеофільних реакціях через свої властивості.